# Alfred Ander

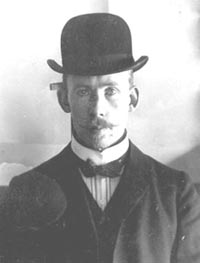
Alfred Ander

Johan Alfred Andersson Ander (* 27. November 1873 in Ljusterö; † 23. November 1910 in Stockholm) war ein schwedischer Raubmörder. Er war der letzte Mensch, der in Schweden hingerichtet wurde.

## Leben
Von Beruf war Ander Gastwirt. Er befand sich häufig in finanziellen Schwierigkeiten und hatte Alkoholprobleme. Seine Frau sagte in der Gerichtsverhandlung aus, ihr Mann habe sie mehrfach misshandelt, und sie habe um ihr Leben gefürchtet. Ander war bekannt als Kleinkrimineller und wurde mehrfach verhaftet.

## Raubmord

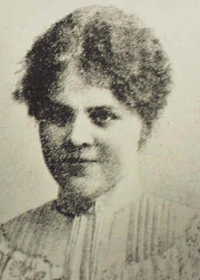
Viktoria Hellsten

Am 5. Januar 1910 überfiel Ander die Bank Gerell in der Stockholmer Malmtorgsgatan 3. Er attackierte die 24-jährige Kassiererin Viktoria Hellsten und verletzte sie so schwer, dass sie eine Stunde nach dem Überfall im Serafinnerlazarett verstarb. Er entkam mit 6000 Kronen. Ein Teil des Geldes wurde als Beweismittel gegen Ander eingesetzt, da einige Scheine Blutstropfen aufwiesen.
Ander bestritt bis zuletzt, die Tat begangen zu haben. Nach dem Todesurteil am 14. Mai 1910 ging er mehrfach in Revision, die jedoch in allen Instanzen abgelehnt wurde.

## Hinrichtung
Am 23. November 1910 wurde Ander im Zentralgefängnis auf Långholmen als letzter Mensch in Schweden hingerichtet. Vollstreckt wurde das Urteil durch Schwedens letzten Henker Albert Gustaf Dahlman durch die Guillotine, die 1903 aus Frankreich importiert worden war und damit zum einzigen Mal in Schweden verwendet wurde.
1921 schaffte man in Schweden die Todesstrafe für Friedenszeiten ab. 1973 wurde sie endgültig abgeschafft.